# Rolling Kansas
Rolling Kansas é um filme independente de 2003 dirigido e coescrito por Thomas Haden Church.

## Sinopse
A trama acompanha a aventura de cinco jovens que descobrem o mapa para uma fazenda secreta do governo americano no interior do Kansas, repleta de plantas de maconha cultivadas para experimentos.

## Elenco
- James Roday …Dick Murphy
- Sam Huntington …Dinkadoo Murphy
- Jay Paulson …Dave Murphy
- Charlie Finn …Kevin Haub
- Ryan McDow …Hunter Bullette
- Rip Torn …Homem velho
- Thomas Haden Church …Agente Madsen/Trooper (não creditado)
- Kevin Pollak …Agente Brinkley (não creditado)

## Trilha sonora
1. "Ride With Yourself" – Rhino Bucket
2. "Mindrocker" – Fenwyck
3. "Marseilles" – Angel City
4. "Beat to Death Like a Dog" – Rhino Bucket
5. "I Was Told" – Rhino Bucket
6. "Alabama Sky" – The Dusky Picks
7. "No Friend of Mine" – Rhino Bucket
8. "One Night Stand" – Rhino Bucket
9. "Ebony Eyes" – Bob Welch
10. "She Rides" – Rhino Bucket
11. "Train Ride" – Rhino Bucket
12. "Golden Ball and Chain" – Jason & The Scorchers